# Herb Chocianowa
Herb Chocianowa – jeden z symboli miasta Chocianów i gminy Chocianów w postaci herbu.

## Wygląd i symbolika
Herb przedstawia na tle niebieskiej okrągłej tarczy herbowej białe mury miejskie posiadające bramę z otwartymi drzwiami i podniesioną kratą. Nad murami umieszczone są dwie wieże obronna i kościelna. Między nimi umieszczone jest brązowe koło z ośmioramienną brązową gwiazdą.
Koło nawiązuje do godła rodziny Rederów, ostatnich właścicieli miasta z XVIII wieku.